# 卢卡斯·穆迪森
卢卡斯·穆迪森（Lukas Moodysson；1969年1月17日—），瑞典电影导演及编剧。他是个生态社会主义者、基督教女性主义者、素食主义者和虔诚的基督徒。2007年《卫报》将其列为全球最佳导演第11位，称其导演风格“真诚和不妥协”。

## 早年
1969年穆迪森生于隆德，在斯科讷省Åkarp成长，23岁前已初版5部诗集和一部长篇小说。为了得到更多受众，他转而投身电影，在瑞典唯一的电影学校Dramatiska Institutet完成了学习。

## 事业
穆迪森事业上的突破是1998年的《同窗之爱》，讲述了两个女孩尴尬的爱情，获得金甲虫奖最佳电影、最佳女主角、最佳导演以及最佳剧本奖。电影在瑞典获得很大成功，票房在国内超过了《泰坦尼克号》。2000年的《同一屋檐下》则讲述了1970年代斯德哥尔摩城郊一个公社的生活。2002年的《永远的莉莉亚》讲述了一个被抛弃的前苏联女孩被绑架为性奴隶的故事，被一些美国影片家列为当年的十佳影片。
他2004年的电影《心洞》颇具争议，叙事手法充满实验性，他说他就是想要使观众厌烦。里面充满着噪音、对女性生殖器外形的特写、以及其他一些不和谐元素。2006年的《梦修罗》更加离经叛道，整部影片里唯一的声响是一串意识流的旁白，与画面只有松散的联系。《猛犸象》是其最新的作品。
2013年作品《我们是最棒的》获得第26届东京国际电影节最佳影片金麒麟奖。